# Голубович Леонід Львович
Голубович Леонід Львович (нар. 30 червня 1941) — український науковець, лікар судово-медичний експерт. Професор кафедри патологічної анатомії та судової медицини Запорізького державного медичного університету. Декан факультету підготовки іноземних громадян Запорізького державного медичного університету. Доктор медичних наук, доцент.

## Біографія
Голубович Л. Л. народився 30 червня 1941 року в селі Михайлівка, Запорізької області УРСР.
З 1960 до 1966 року навчався у Дніпропетровському медичному інституті.
З 1966 по 1970 працював лікарем судово-медичним експертом Запорізького обласного бюро судово-медичної експертизи.
З 1970 по 2021 рік працював в Запорізькому державному медичному університеті на посадах асистента, доцента, професора, декану факультету. В цей період часу продовжував працювати в Запорізькому обстаному бюро судово-медичної експертизи на посадах лікаря судово-медичного експерта, завідувача відділу та заступника начальника Бюро з експертних питань.
З 2021 року на пенсії.

## Наукова діяльність
Голубович Л.Л. є автором та співавтором понад 100 наукових робіт, у тому числі підручника "Судова медицина", 5 навчальних посібників, 3 навчально-методичних посібників, методичних рекомендацій та понад 30 раціоналізаторських пропозицій. Є засновником наукового напрямку "Ідентифікація особи за спаленими кістковими залишками", за цією тематикою у 1978 році захистив дисертацію на здобуття наукового ступеня кандидата медичних наук, а у 1991 році - доктора медичних наук. 

## Відзнаки.
Нагороджений значком МОЗ СРСР "Отличник здравоохранения"
Нагороджений значком Міністерства вищої та середньої спеціальної освіти "За відмінні успіхі в роботі"
Почесними грамотами МОЗ України.